# Endoglina
L'endoglina, també coneguda com a CD105 és una glicoproteïna localitzada en la superficie de les cèl·lules i actua com a correceptor dels receptors de la familia de TGF-β. Té un paper crucial en la regulació de la angiogènesi i en la maduració de vasos sanguinis. La mutació del gen de l'endoglina provoca la síndrome de Rendu-Olser-Weber.

## Gen i expressió
El gen humà de l'endoglina anomenat ENG, es troba en el cromosoma 9. La proteïna consta de 658 aminoàcids, codificada per 39757 parells de bases. L'expressió en cèl·lules endotelials quiescents sol ser força baixa, però quan reben senyals angiogèniques, com VEGF, els seus nivells augmenten.
L'endoglina també té un paper en la diferenciació dels monòcits a macròfags, i també s'han descrit la seva presència en múscul llis.

## Estructura
Endoglina és una glicoproteïna que forma un homodímer de 180 kDa que es mantè unit per ponts disulfur en les cisteïnes 350 i 582.Té un llarg domini extracel·lular, un domini transmembrana hidrofòbic i una curta cua citoplasmàtica. La regió extracel·lular té dos dominis, la part més próxima a la membrana rep el nom de domini ZP, i la part terminal és coneix com a domini orfe i és la part encarregada de reconèixer alguns lligands com BMP9.

## Funció
La seva principal funció es actuar com a correceptor dels receptors de la familia de TGF-β, modulant la seva resposta als respectius lligands. També s'ha suggerit que endoglina pot tenir un paper en l'organització del citoesquelet, afectant a la migració i a la morfologia cel·lular.
Endoglina té un paper molt rellevant en el desenvolupament del sistema cardiovascular ja que ratolins transgènics sense endoglina moren durant el desenvolupament. A més, persones amb un al·lel mutat per endoglina desenvolupen la síndrome de Rendu-Olser-Weber, que es caracteritzat per malformacions arteriovenoses en mucoses i òrgans viscerals com el fetge o el pulmó.
Degut al seu paper regulador de la angiogènesi i de modulador de la senyalització de TGF-β, s'ha postulat que endoglina tindria un paper rellevant en el creixement tumoral i la metàstasi. De totes maneres el rol d'endoglina dependrà del tipus tumoral i del context i moment en el qual es trobi la malaltia.